# 哈桑·薩利哈米季奇
哈桑·薩利哈米季奇（1977年5月29日—），是一位已退役波斯尼亞和黑塞哥維那足球運動員。薩利哈米季奇是一位中場球員，曾任德甲球隊拜仁慕尼黑體育總監。

## 生平

### 球會
薩利哈米季奇出身於一個波斯尼亞家庭，在家中排名最小。他是在家鄉完成高中，並在當地球會踢球。這段期間薩利哈米季奇曾代表南斯拉夫青年隊出賽，而波斯尼亞當時還是南斯拉夫一部份。
後來南斯拉夫內戰，薩利哈米季奇並沒在當地聯賽效力，而是先移民到德國，於當地開展球員生涯。1992年11月他加盟漢堡青年軍，並於1995年升上一隊。效力期間曾協助該支中下游球會打入1996-97年歐洲足協盃。
由於漢堡始終實力有限，1998年他獲德國球會拜仁慕尼黑收購後，便即刻簽約加盟。其間他隨拜仁獲得了多屆德甲冠軍，並於2001年隨拜仁成為歐洲聯賽冠軍盃冠軍隊成員。
2007年1月15日，薩利哈米季奇與尤文圖斯簽訂了四年的合同，自拜仁慕尼黑轉會到尤文圖斯。及後轉投禾夫斯堡踢至掛靴。

## 國家隊
波斯尼亞於1995年立國，薩利哈米季奇自1996年起開始效力波黑國家隊。但由於國家隊實力所限，薩利哈米季奇從未參與過世界盃和歐洲國家盃。2006年他從國家隊退下火線。

## 個人生活
哈桑與德國妻子埃絲特·科帕多有三個孩子：Selina、Nick 和 Lara June，都出生在慕尼黑，足球運動員弗朗西斯科·科帕多是他的妻舅。
哈桑的兒子尼克·薩利哈米季奇效力於溫哥華白浪足球會二隊。侄子盧卡斯·科帕多效力於拜仁慕尼黑二隊（弗朗西斯科·科帕多之子）。

## 榮譽

### 個人
- 波士尼亞年度足球先生： 2000, 2004, 2005, 2006年

## 外部連結
- Soccerway資料庫：哈桑·薩利哈米季奇